# Geografia Kanady

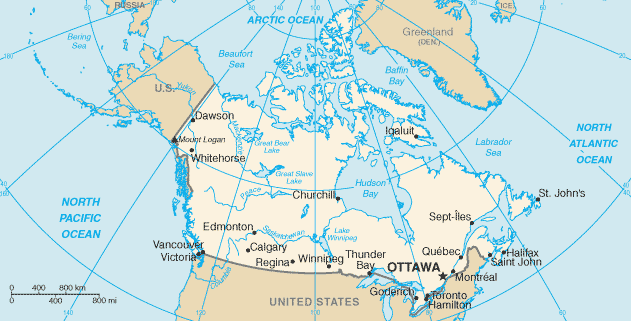
Mapa Kanady

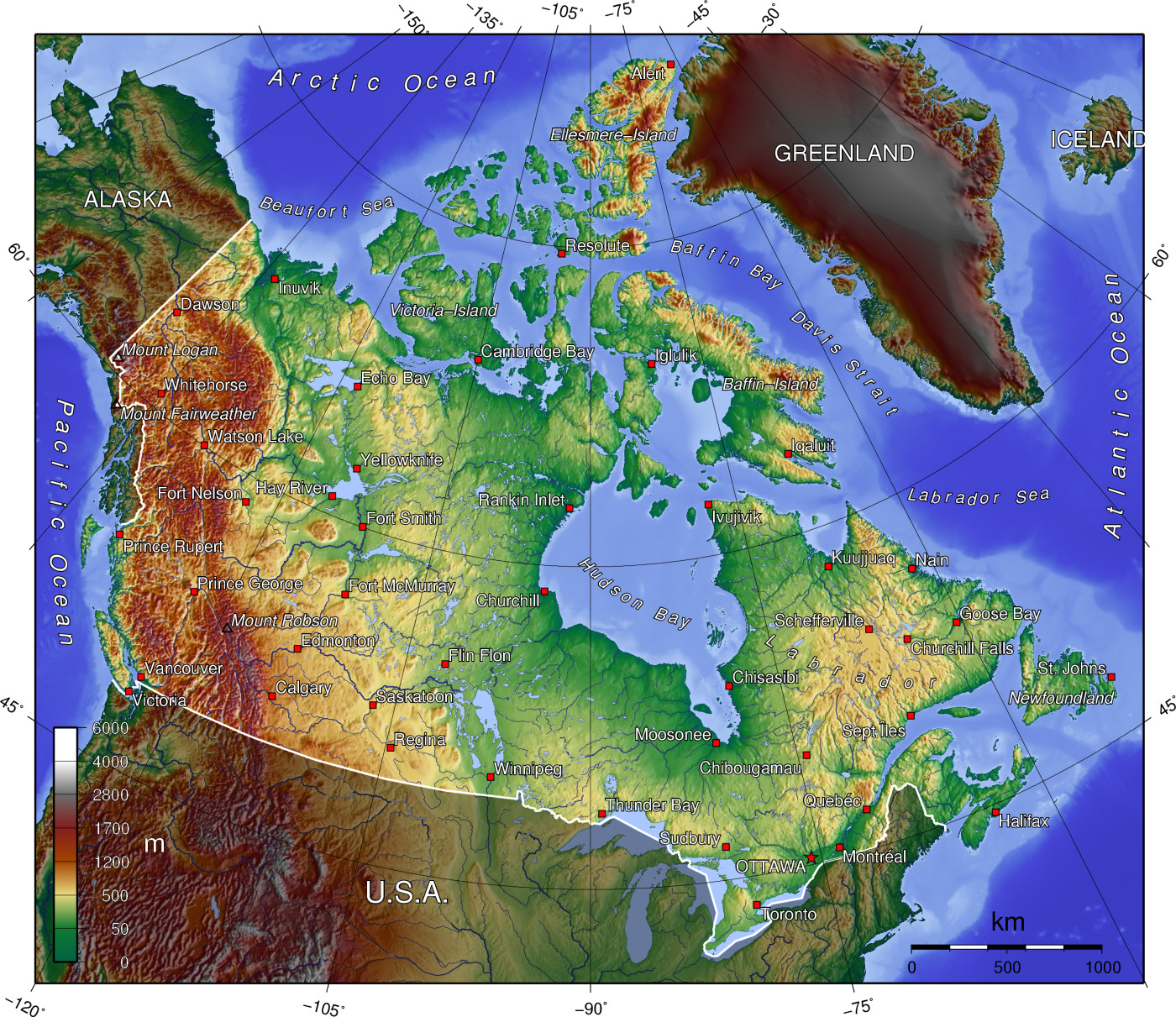
Mapa fizyczna Kanady

Geografia Kanady – dziedzina nauki zajmująca się badaniem Kanady pod względem geograficznym.
Kanada leży w północnej części Ameryki Północnej, nad oceanami: Atlantyckim, Arktycznym i Spokojnym, zajmuje 2/5 kontynentu północnoamerykańskiego, obejmując część lądową oraz liczne wyspy, m.in. Archipelag Arktyczny na północy, Nową Fundlandię na wschodzie. Od południa i północnego wschodu graniczy ze Stanami Zjednoczonymi. Pod względem powierzchni Kanada jest drugim państwem na świecie. Cechuje się różnorodnością krajobrazową, klimatyczną i roślinną. Kanada jest jednym z nielicznych miejsc na Ziemi, gdzie flora i fauna są dobrze zachowane.

## Powierzchnia, skrajne punkty i granice

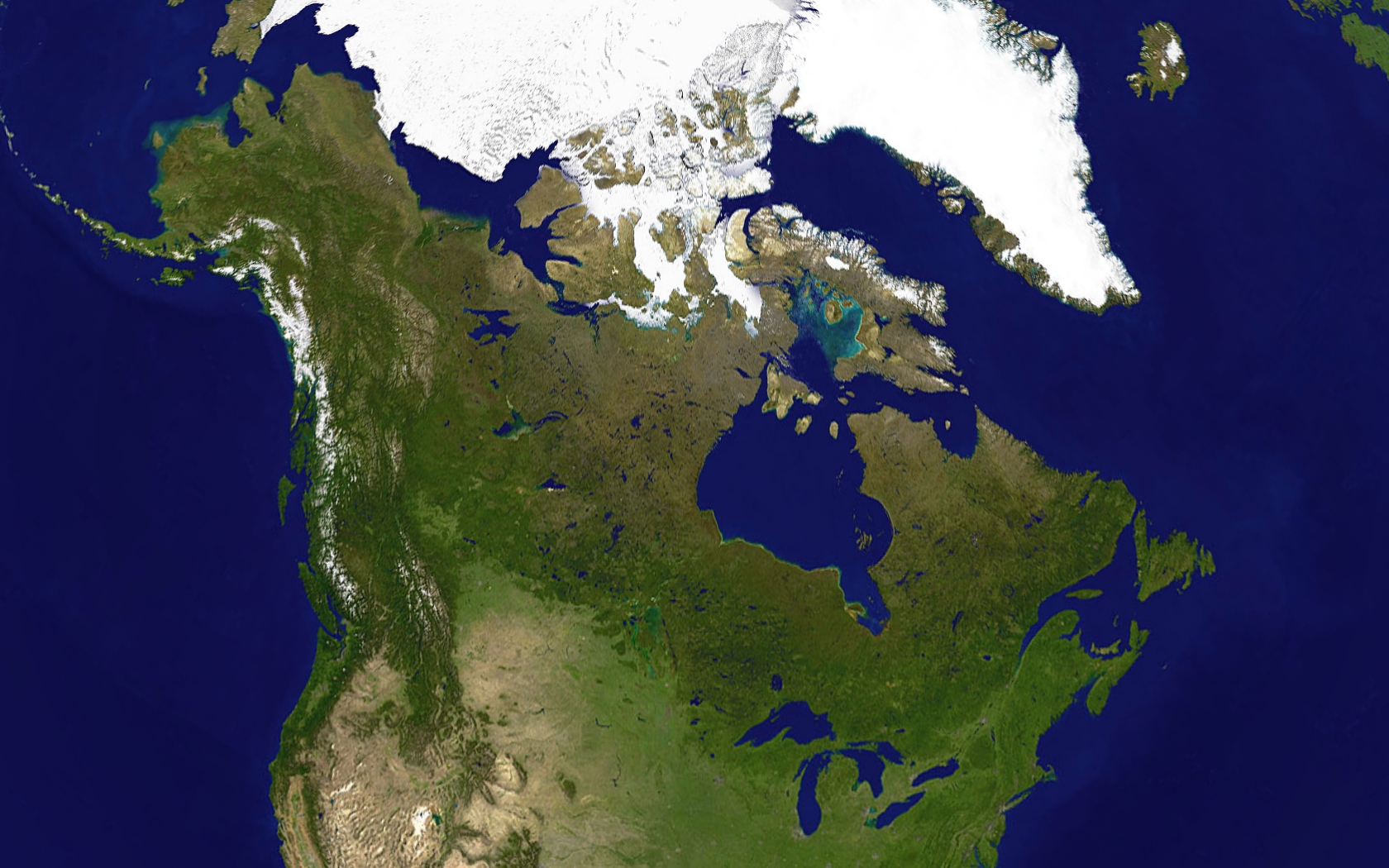
Mapa satelitarna Kanady

Powierzchnia: Kanada jest drugim co do wielkości państwem świata (po Rosji), zajmuje 2/5 kontynentu północnoamerykańskiego.
- całkowita – 9 984 670 km²[2]
- wody – 891 163 km²[2]

Skrajne punkty:
Cała Kanada:
- Północny – przylądek Columbia, Wyspa Ellesmere’a, Nunavut (83°07′N)
- Południowy – Middle Island, Ontario (41°41′N)
- Zachodni – na granicy Jukonu i Alaski (141°00′W)
- Wschodni – Cape Spear, Nowa Fundlandia i Labrador (50°37′W)

Kontynentalna Kanada:
- Północny – Zenith Piont na Półwyspie Murchisona, Boothia, Nunavut (71°58′N)
- Południowy – Point Pelee, Ontario (41°58′N)
- Zachodni Point – na granicy Jukonu i Alaski (141°00′W)
- Wschodni – Przylądek St. Charles, Nowa Fundlandia i Labrador (55°38′W)

Rozciągłość południkowa kraju wynosi 4634 km, a równoleżnikowa 5514 km. Odległości te obejmują skrajne punkty całej Kanady, a nie jej lądowej części.
Granice:
Kanada graniczy na lądzie ze Stanami Zjednoczonymi, których terytorium obejmuje obszar leżący na południe od Kanady i obszar Alaski na północnym zachodzie; łączna długość granicy wynosi – 8893 km, w tym ze stanem Alaska – 2477 km. Dodatkowo, na wyspie Hans graniczy z Danią.
Ponadto kraj posiada granicę morską z francuskim terytorium Saint-Pierre i Miquelon oraz duńską Grenlandią.
Linia brzegowa: 243 791 km, co w przybliżeniu odpowiada 2/3 odległości dzielącej Ziemię od Księżyca.

## Ukształtowanie poziome

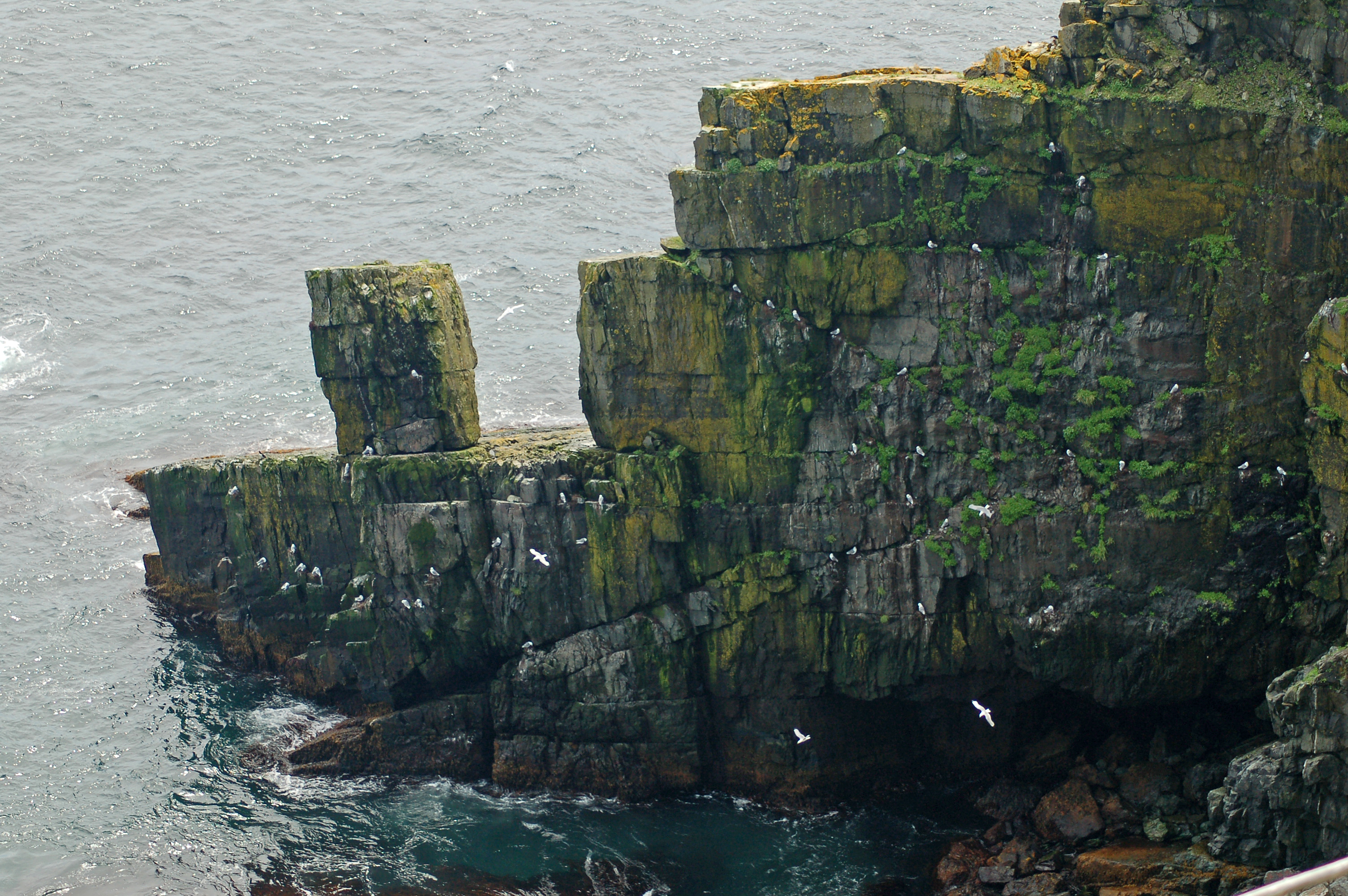
Wybrzeże klifowe

Kanada ma bardzo długą linię brzegową, która cechuje się wysokim poziomem urozmaicenia o czym świadczy długa historia rozwoju geologicznego kontynentu (Kanada obejmuje 40% powierzchni Ameryki Północnej) i działalność wielu czynników, które nakreśliły obecny kształt kanadyjskiego wybrzeża. Linia brzegowa urozmaicona jest dziesiątkami półwyspów i zatok różnej wielkości, a także przybrzeżnych wysp i archipelagów.

### Wybrzeże zachodnie
Na zachodzie wybrzeże jest wysokie, z licznymi fiordami i wyspami, będącymi częścią zanurzonego w oceanie fragmentu Gór Nadbrzeżnych, wchodzący w skład Kordylierów. Archipelag tak utworzony obejmuje wiele setek wysp (część z nich leży w granicach Alaski). W tej części wybrzeża znajduje się archipelag Wysp Królowej Charlotty, który składa się ze 150 wysp o łącznej powierzchni 13 250 km². Największą z nich jest Wyspa Grahama i Moresby o łącznej powierzchni 9600 km². Na pograniczu Stanów Zjednoczonych i Kanady leży największa wyspa tego regionu – Vancouver o powierzchni 31 284 km².

### Wybrzeże wschodnie
Wschodnie wybrzeże jest słabiej rozwinięte, ale i tam licznie występują półwyspy i zatoki. Wybrzeże to jest niższe, jednak region ten jest zdominowany przez fiordy i klify. Największa wyspą wschodnich wybrzeży jest Nowa Fundlandia o powierzchni 112 299 km², której towarzyszy wiele wysepek. Wschodnie wybrzeże tworzą półwyspy: Labrador i Nowa Szkocja, oddzielone Zatoką Świętego Wawrzyńca. Półwysep Labrador, który łączy wschodnie wybrzeże z północnym jest największym półwyspem Kanady i jednym z największych na świecie. Jego powierzchnia wynosi 1,43 mln km².

### Wybrzeże północne

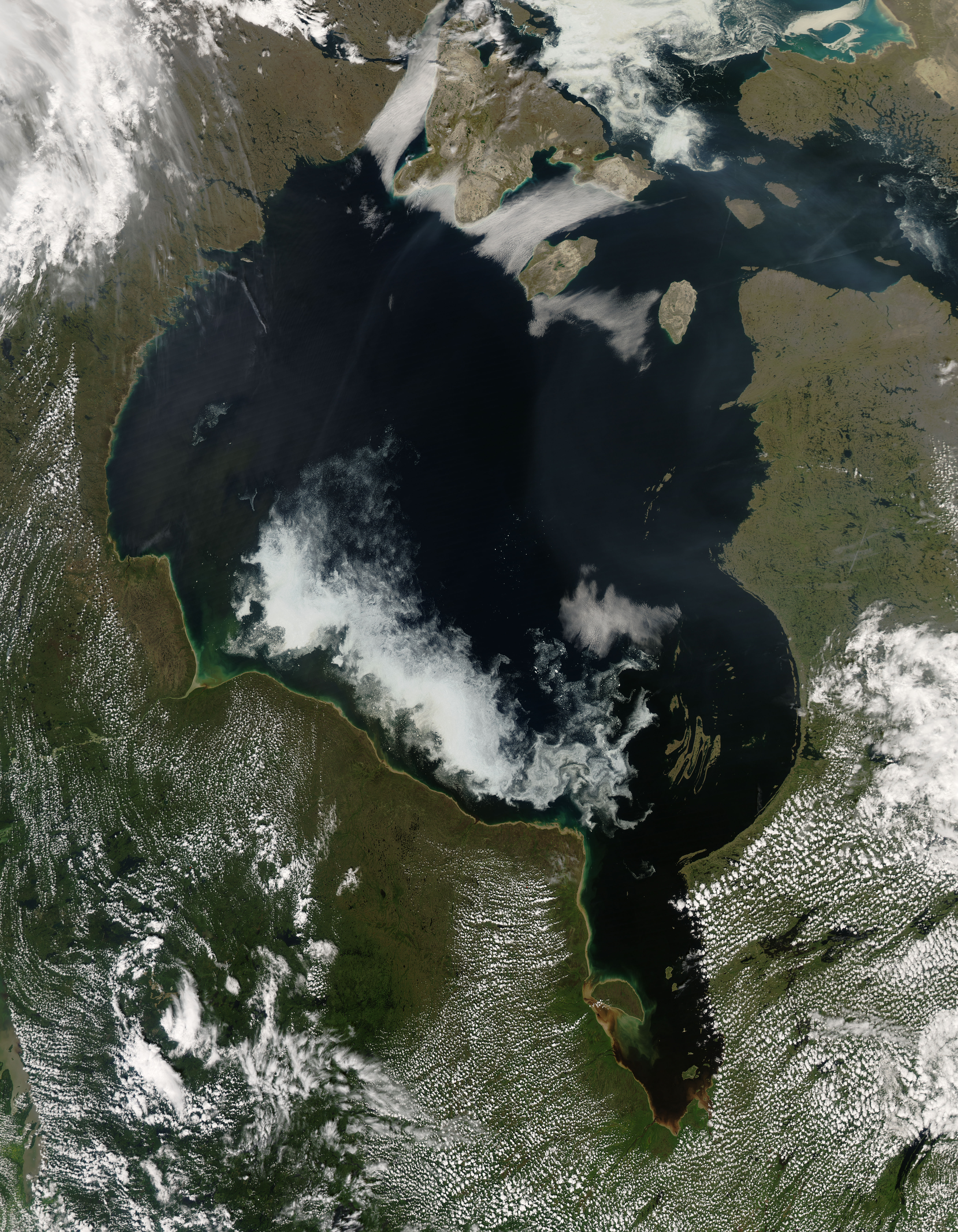
Zdjęcie satelitarne Zatoki Hudsona

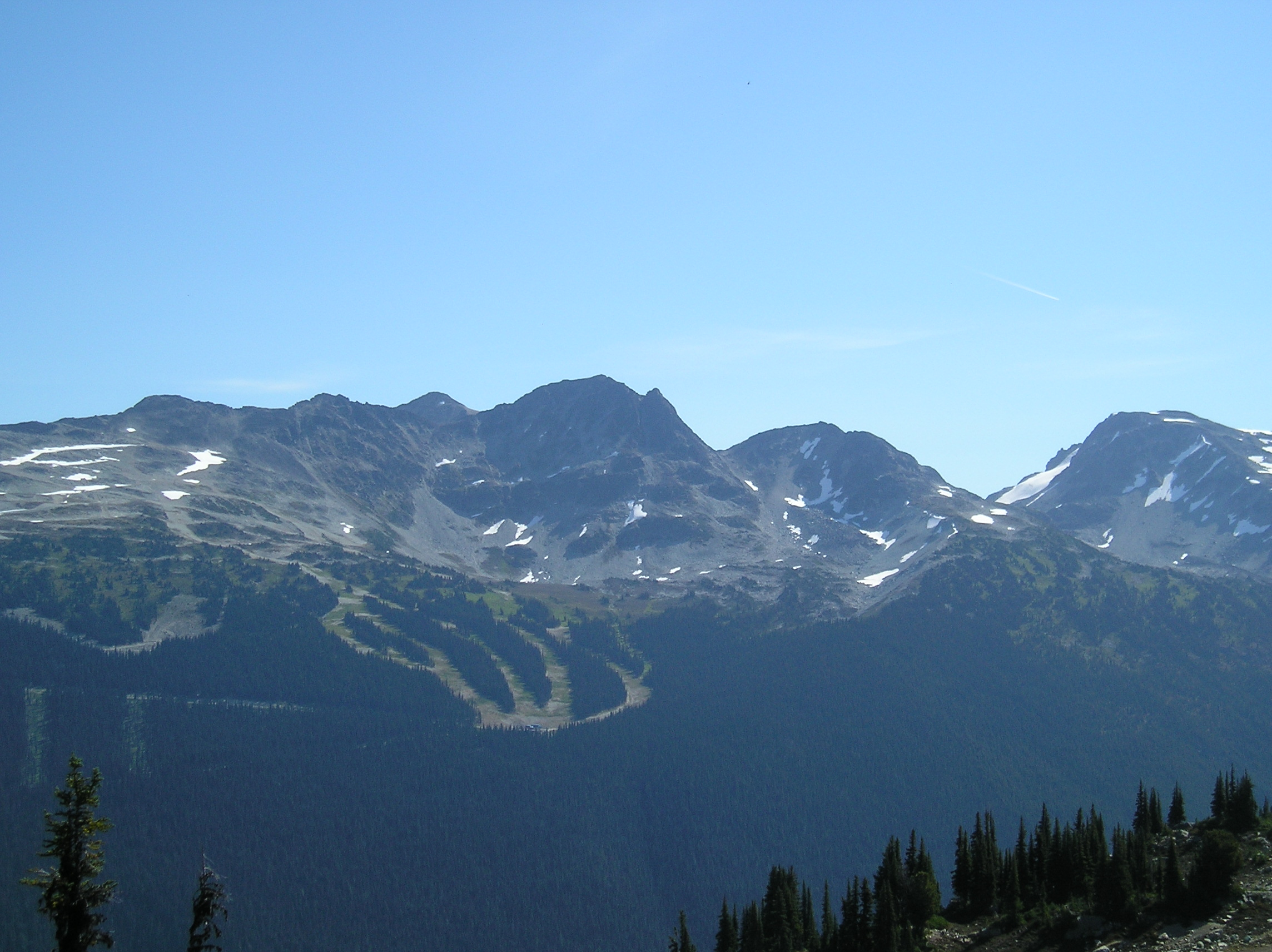
Kordyliery Kanadyjskie w Kolumbii Brytyjskiej

Wybrzeża północne są przeważnie niskie, z wieloma zatokami i półwyspami. Do najznaczniejszych zatok należą Zatoka Hudsona, o powierzchni 637 tys. km², Ungava, Coronation i Mackenzie. Największe półwyspy to Ungava, Półwysep Melville’a i Boothia. Kanadyjska Arktyka obejmuje szereg wysp skupionych w Archipelagu Arktycznym. Największymi wyspami tego archipelagu są: Ziemia Baffina, Ellesmere’a. Wiktorii, Banksa i Wyspy Królowej Elżbiety, które są najdalej na północ wysuniętym regionem Kanady.
Kanada zgłasza roszczenia do wycinka Arktyki opierającego się swym północnym wierzchołkiem o biegun północny. Nie są one jednak w pełni honorowane przez społeczność międzynarodową.

## Budowa geologiczna i rzeźba
Trzy czwarte powierzchni Kanady zajmują wyżyny i góry, zaś resztę tereny nizinne, które skupiają się w strefie wybrzeża, i w regionach okalających Zatokę Hudsona. Pod względem geologiczno-fizycznym Kanadę można podzielić na 7 regionów. Są to: Tarcza Kanadyjska, region Appalachów, region Innuitów, Niziny Dolnych Wielkich Jezior wraz Rzeką Świętego Wawrzyńca, Zachodnie Równiny Wewnętrzne, Kordyliery i Wyżyny Śródgórskie. W Kanadzie wyraźnie zaznacza się południkowy układ krain fizycznogeograficznych, podobnie jak w całej Ameryce Północnej.

### Tarcza Kanadyjska
Tarcza Kanadyjska (ang. Canadian Shield), zwana też tarczą laurentyńską, jest wielkim fundamentem budowy geologicznej kontynentu Ameryki Północnej. Ten wielki region geologiczny ma 4,66 mln km² i obejmuje swym zasięgiem środkową i wschodnią część Kanady, od wysp arktycznych na północy po Wielkie Jeziora na południu, i od południowego Labradoru na wschodzie po pas Wielkich Równin na zachodzie.
Tarcza ta jest prekambryjską jednostką geologiczną. W przeszłości skały tarczy ulegały fałdowaniom, w wyniku których powstały Laurentydy, wznoszące się do 1200 m n.p.m., góry Tornag na Labradorze osiągające wysokość 1738 m n.p.m. oraz pasma górskie Ziemi Baffina, gdzie najwyższy szczyt sięga wysokości 2200 m n.p.m. Tarcza Kanadyjska tworzy lekko wysklepioną i falistą powierzchnię. Tarcza na powierzchni tworzy rozległy płaskowyż o wysokości od 300 do 1100 m n.p.m.
Skaliste podłoże tarczy jest przykryte osadami pochodzącymi z plejstoceńskiego zlodowacenia. Rzeźba terenu nosi na sobie wyraźne ślady ery lodowcowej jaka skończyła się około 10 tys. lat temu. W regionie tym występują obniżenia egzaracyjne, jak i też ciągi pagórów morenowych z nieckami jezior międzymorenowych. Tarczę Kanadyjską budują głównie gnejsy i granity.
W centrum Tarczy znajduje się obniżenie Zatoki Hudsona i towarzysząca jej od południa Nizina Hudsońska. Region ten przykrywają paleozoiczne skały osadowe, pochylone lekko ku północy. Podobne skały pokrywają wyspy przybrzeżne Archipelagu Arktycznego, gdzie uformował się dość równinny i nizinny krajobraz. W regionie Archipelagu Arktycznego występują złoża soli i ropy naftowej.

### Region Appalachów
Obszar ten związany jest z górotworem Appalachów, których północny fragment leży na terytorium Kanady. Appalachy leżą między doliną Rzeki Świętego Wawrzyńca, a wybrzeżem Atlantyku. Kanadyjska część tego regionu jest z geologicznego punktu widzenia zakończeniem wielkiego systemu górskiego Appalachów, ciągnącego się po wschodniej stronie kontynentu Ameryki Północnej. W Kanadzie Appalachy obejmują część prowincji Quebec, Nowy Brunszwik i Nową Szkocję, oraz przybrzeżną Wyspę Księcia Edwarda. Górotwór ten obfituje w różnorodność skał i rzeźby terenu. W regionie tym występują 4 wyżynno-górzyste obszary, które zbudowane ze sfałdowanych skał różnego wieku i ze skał krystalicznych.
Obszarami tymi są: fałdowe góry półwyspu Gaspé, wznoszące się do 1200 m n.p.m., Centralna Wyżyna Nowego Brunszwiku, której wierzchołki wznoszą się do około 600 m n.p.m., wyniosłości Nowej Fundlandii, których średnia wysokość wynosi od 300 do 600 m n.p.m. i Atlantycka Wyżyna Nowej Szkocji, której rzeźba jest podobna do tej jaka występują na Tarczy Kanadyjskiej. Region ten wbrew nazwie jest nizinny i wznosi w postaci zaokrąglonych wzgórz wznosi się do 200 m n.p.m.
Poza terenami wyżynnymi, gdzie obszary górskie zajmują niewielką część tego regionu, występują rozległe i nadbrzeżne niziny. Obszary takie występują mad cieśnina Northumberland, nad Zatoką Fundy, łagodne i nizinne zarazem formy terenu występują na Wyspie Księcia Edwarda.
Większość regionu Appalachów to obszary gdzie występują formy polodowcowe. Mozaika typów skał i struktur geologicznych sprawia, że w regionie tym znajdują się złoża rud metali, które są związane ze skałami jakie budują ten region. Skałami tymi są w głównej mierze utwory metamorficzne, a także krystaliczne, głównymi skałami są przede wszystkim granity. Wśród złóż kopalnych występują tam: żelazo, cynk, ołów. Region Appalachów posiada w swojej strukturze skały osadowe, w których występują złoża węgla kamiennego, oraz azbest, sól i gips. Appalachy w kanadyjskiej i amerykańskiej części są górami starego wieku.

### Region Innuitów

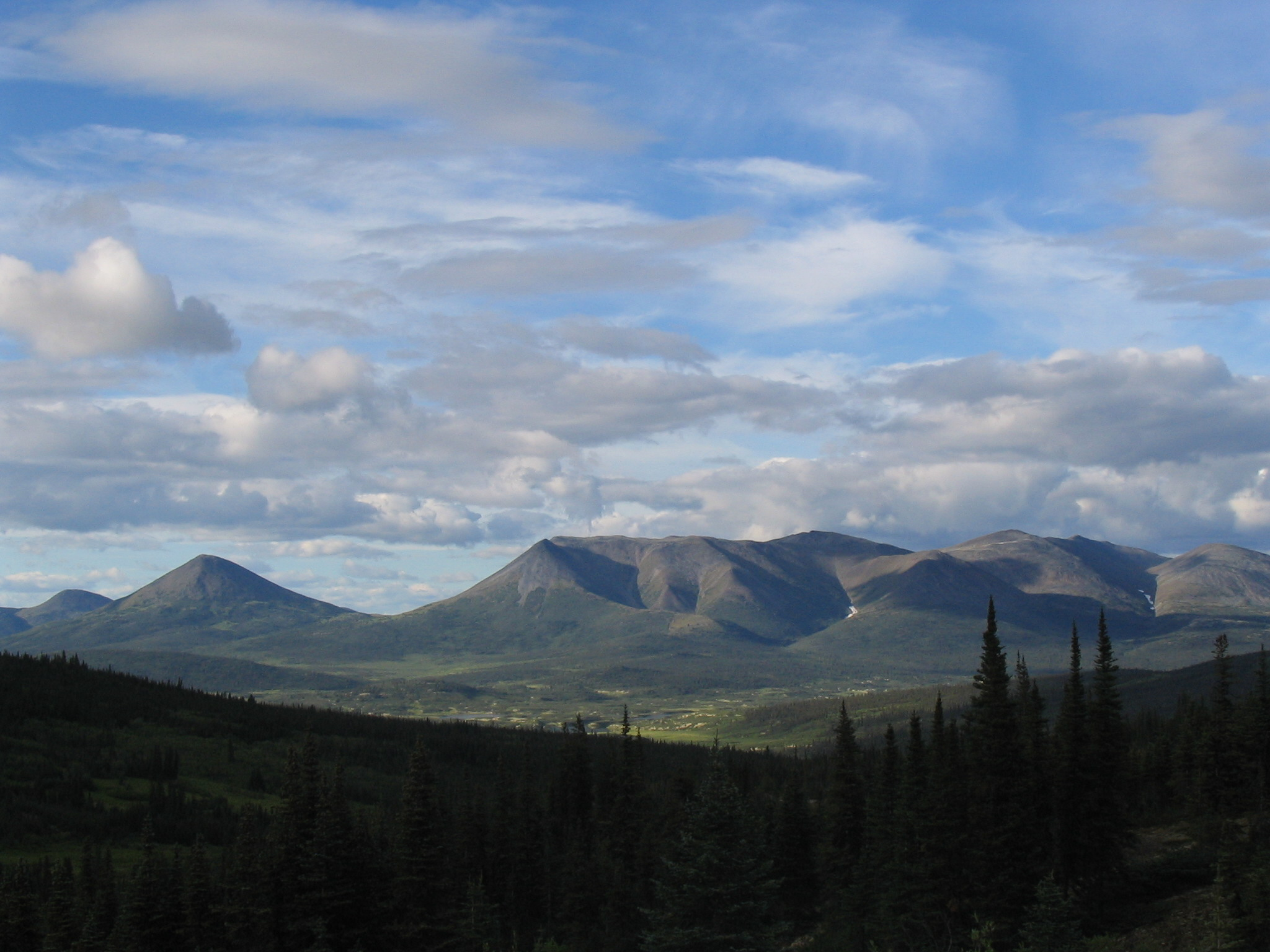
Tereny górskie w Jukonie

Region ten obejmuje większość wysp północnej części Archipelagu Arktycznego, gdzie wypiętrzył się łańcuch górski Innuitów. Ciągnący się na długości 1280 km łańcuch gór uległ wypiętrzeniu pod koniec okresu wypiętrzania się Appalachów. Najwyższe górotwory występują na Wyspie Ellesmere’a, gdzie pojedyncze szczyty sięgają ponad 2000 m n.p.m. a kulminację stanowi Barbeau Peak – 2616 m n.p.m. W regionie tym rozwinęły się liczne lodowce. Góry Innuitów zawierają w sobie sfałdowane i wypiętrzone skały różnego wieku od syluru po kredę.

### Niziny Dolnych Wielkich Jezior i Rzeki Świętego Wawrzyńca
Dolne Wielkie Jeziora to region obejmujący jeziora: Ontario i Erie, tak też nazywają się towarzyszące tym jeziorom niziny. Cały ten region zbudowany jest z płasko ułożonych skał osadowych pochodzących z paleozoiku. Do regionu Wielkich Jezior wchodzi Nizina Laurentyńska. Nizina ta stanowi wąską strefę utworów paleozoicznych, która od północy jest ograniczona przez próg skał Tarczy Kanadyjskiej. Od południa zaś ową nizinę ogranicza strefa uskoków, za którymi leżą wzgórza systemu Appalachów.
Region Rzeki Świętego Wawrzyńca jest równinny i jedynie w kilku miejscach zaburzony przez wychodnie skał wulkanicznych, które są odporne na wietrzenie. Takim miejscem jest przede wszystkim Mount Royal, który góruje nad Montrealem. W czasie zlodowacenia, teren ten został pokryty osadami piaszczystymi i gliniastymi.
Niziny Wielkich Jezior cechują się podłożem zawierającym w sobie wapienie, dolomity i łupki paleozoiczne. Charakterystycznym elementem rzeźby tego regionu jest Próg Niagary, ciągnący się od doliny rzek Niagara do brzegów jeziora Huron, które stanowi północno-zachodnią granicą Nizin Dolnych Wielkich Jezior. Próg Niagary jest wielką kuestą, której linia grzbietowa wznosi się od 180 do 480 m n.p.m. i dzieli cały region na dwie jednostki: Równinę Ontario na wschodzie i Równinę Huron-Erie na zachodzie. Cały region cechuje się występowaniem rzeźby polodowcowej, gdzie elementami są wały morenowe, oraz tysiące drumlinów i innych form rzeźby polodowcowej.

### Zachodnie Równiny Wewnętrzne
Równiny te leżą między Tarczą Kanadyjską a ciągnącymi się na zachodzie pasami Kordylier. Równiny Wewnętrzne są szeroką na około 1000 km synkliną, wypełnioną skałami osadowymi pochodzącymi od czasów paleozoiku do kenozoiku. Skały osadowe przykryte są piaskowcami, a cały region składa się z trzech stopni przedzielonych dwoma wyraźnymi progami morfologicznymi. Zachodnie Równiny Wewnętrzne tak jak w USA nazywane są preriami i są przedłużeniem amerykańskich Wielkich Równin. Same jednak prerie jako formacja roślinna obejmują jedynie południową część kraju. Cały ten system geomorfologiczny ciągnie się z południa na północ.
Przeciętna wysokość tych równinnych powierzchni wynosi od 300 m n.p.m. na Nizinie Manitoby do 600–750 m n.p.m. na Równinie Alberty. Nizina Manitoby jest północnym przedłużeniem Nizin Wewnętrznych zajmujących centralne obszary kontynentu, które leżą na obszarze USA. Równiny wyżej położone jakimi są: Równina Alberty i Saskatchewan stanowią przedłużenie krainy Wielkich Równin. Równiny te obniżają się w kierunku północnym przechodząc w nizinę rzeki Mackenzie i ciągną się dochodząc do brzegów Morza Beauforta. Równiny Wewnętrzne ciągną się pasem w kierunku północno-wschodnim i są przykryte przez osady zlodowaceń plejstoceńskich. Wspomniane wyżej progi, które rozdzielają równiny to tzw. Próg Manitoby i wzgórza Missouri Coteau. Serie skalne zawierają w sobie liczne pokłady surowców energetycznych: węgiel kamienny, ropa naftowa i gaz ziemny. Do innych surowców kopalnych należą sól, gips i potas.

### Kordyliery i wyżyny śródgórskie

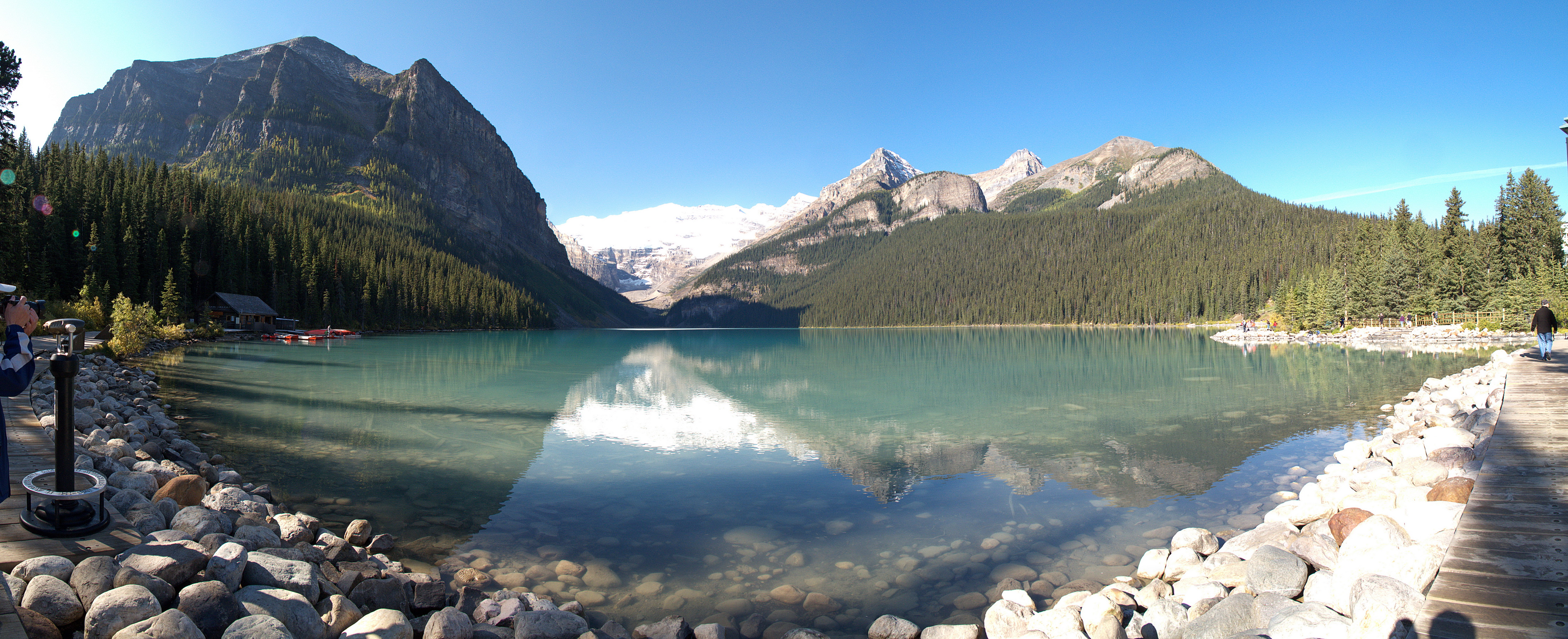
Jezioro górskie w Górach Skalistych (prowincja Alberta)

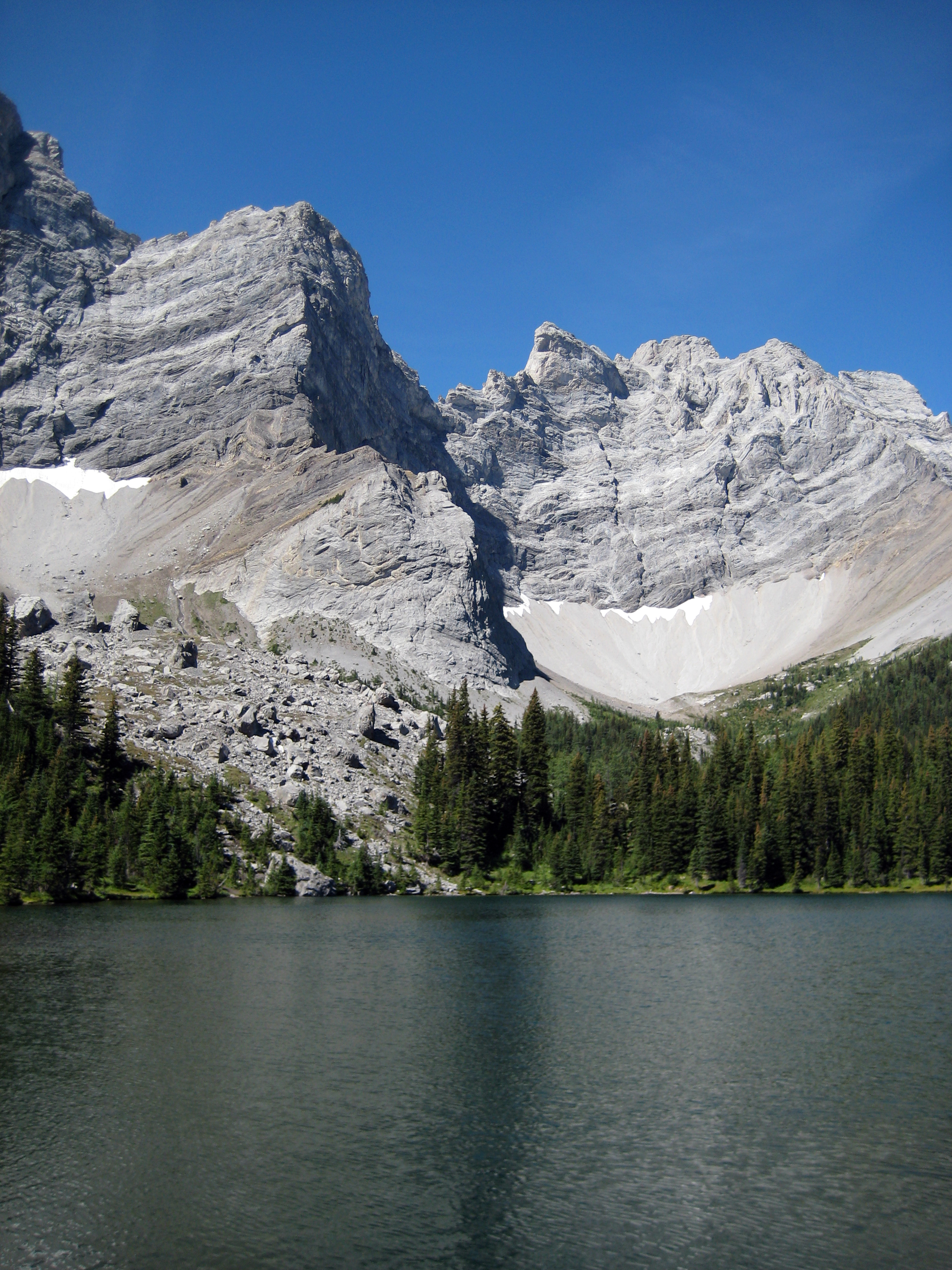
Fragment Gór Skalistych

Ten ciągnący się na ogromnej przestrzeni region obejmuje szeroką, zachodnią część Kanady i jest częścią wielkiego systemu górskiego Ameryki Północnej. Kordyliery składają się z licznych, dużych łańcuchów górskich, długich i głębokich rowów tektonicznych i rozległych płaskowyży. Kordyliery ciągną się aż do Alaski i tam też tworzą obszar wysokich gór. Kordyliery kanadyjskie tak jak cały system gór ciągnących się od Patagonii po Alaskę zostały sfałdowane w orogenezie alpejskiej.
Cały pas Kordylierów można podzielić na trzy obszary geomorfologiczne i geologiczne. Są to wschodni system górski, śródgórskie wyżyny i zachodni system górski. Cały ten układ ułożony jest zgodnie z przebiegiem głównych struktur tektonicznych – równoległe, wzdłuż Pacyficznego Pierścienia Ognia.
Wschodni system górski obejmuje Góry Skaliste i góry Columbia Mountains w części południowej, zaś w północnej leżą Góry Richardsona, Góry Franklina i Mackenzie Mountains. Góry Skaliste stanowią główny łańcuch tego systemu, zostały wypiętrzone w orogenezie alpejskiej i cechują się alpejską rzeźbą, podobnie jak Andy w Ameryce Południowej. Góry te zbudowane są ze skał osadowych, metamorficznych i magmowych. Góry te zostały pocięte uskokami, przez co charakterystycznym elementem tych jest Rów Gór Skalistych, który jest doliną.
Wyżyny Śródgórskie leżą między wschodnimi a zachodnimi pasmami Kordylierów. Obejmują one urozmaicone formy terenu jakimi są płaskowyże, równiny i niskie góry. Znaczne obszary płaskowyży zbudowane są z pokryw lawowych, których istnienie jest związane z trzeciorzędową działalnością wulkaniczną.
Zachodni system górski obejmują w południowej części Góry Nadbrzeżne i Kaskadowe oraz Rów Nadbrzeżny. Do tego dochodzą także góry występujące na Wyspach Królowej Charlotty i na wyspie Vancouver. Na północy wznoszą się Góry Świętego Eliasza, gdzie na wysokość 6050 m n.p.m. wznosi się najwyższy szczyt Kanady Mt. Logan. Góry Nadbrzeżne tworzą stromy i zwarty grzbiet zbudowany głównie z granitów. Góry Kaskadowe leżą między Górami Nadbrzeżnymi a Wyżyną Kolumbii i są zbudowane ze skał krystalicznych i osadowych. Góry Świętego Eliasza zbudowane są ze zróżnicowanych skał krystalicznych i osadowych i oddzielają Alaskę od Jukonu.
Kanadyjskie Kordyliery są górami wysokimi, których pasma wznoszą się przeciętnie na 3000 do 4000 m n.p.m. Cechują się silną mineralizacją, co wiąże się liczbą wystąpień skał metamorficznych. W górach tych wydobywa się żelazo, cynk, miedź i ołów.

## Klimat

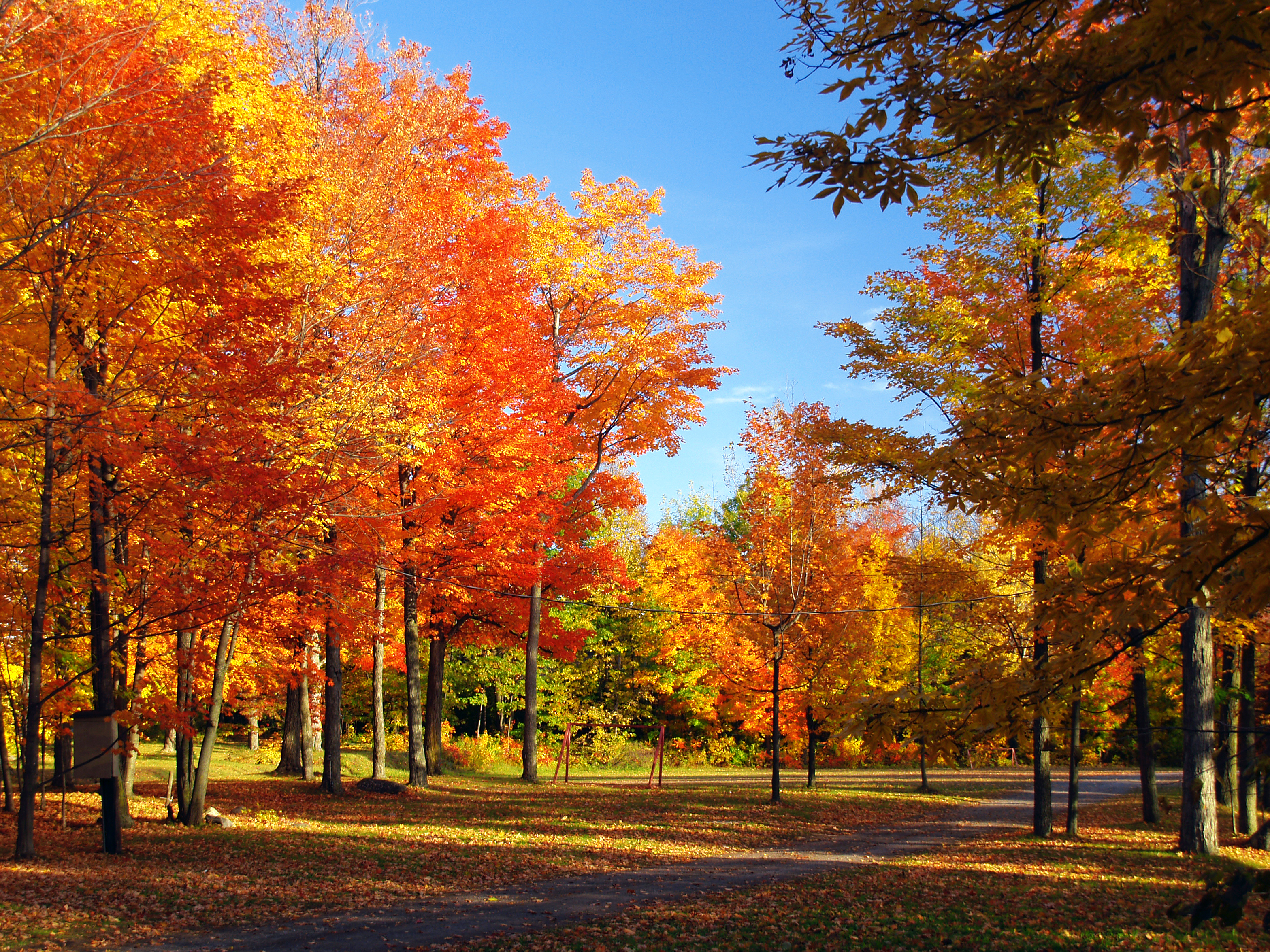
Kanadyjska jesień

Duża rozciągłość południkowa Kanady sprawia, że jej terytorium znajduje się w kilku strefach klimatycznych. Południową część kraju obejmuje strefa klimatów umiarkowanych, zaś regiony leżące na północy to strefa klimatów okołobiegunowych – subpolarnego i polarnego. W części wewnętrznej panuje klimat kontynentalny. Na klimat wybrzeża wschodniego ma wpływ zimny prąd morski – Prąd Labradorski, a na klimat wybrzeża zachodniego ciepły prąd morski – Prąd Alaski.

### Cechy klimatu
Klimat Kanady, podobnie jak całego kontynentu w większym stopniu kształtowany jest przez masy powietrza, a nie szerokość geograficzną. Dowodem tego jest fakt, że strefa subpolarna we wschodniej Kanadzie, na Labradorze zaczyna się na szerokości geograficznej odpowiadające położeniu północnej Polski czy Niemiec. W zachodniej znów części strefa klimatu umiarkowane sięga dość daleko na północ. Przyczyną są tutaj masy powietrza, a co ważniejsze południkowy przebieg wysokich łańcuchów górskich i brak gór ułożonych równoleżnikowo, jak ma to miejsce w Europie. Fakt ten sprawia, że zimy w Kanadzie są surowe a brak takiego układu gór jaki jest w Europie sprawia, że zimne masy powietrza znad Arktyki z powodzeniem docierają do nawet do południowych stanów USA, gdyż na terenie tego kraju także nie ma pasm górskich ciągnących się równoleżnikowo. Podobnie jest latem, gdzie nad obszar Kanady bez problemu mogą dotrzeć ciepłe tropikalne masy powietrza i sprawić, że izoterma 15 °C w lipcu przebiega wzdłuż doliny rzeki Mackenzie i sięga nawet rejonu Wielkiego Jeziora Niedźwiedziego, przez które przechodzi krąg polarny. Rozmiary kanadyjskiego lądu sprawiają też, że w centrum kraju występuje klimat kontynentalny, który sprawia, że regiony te cechują się ekstremami termicznymi.

### Temperatury

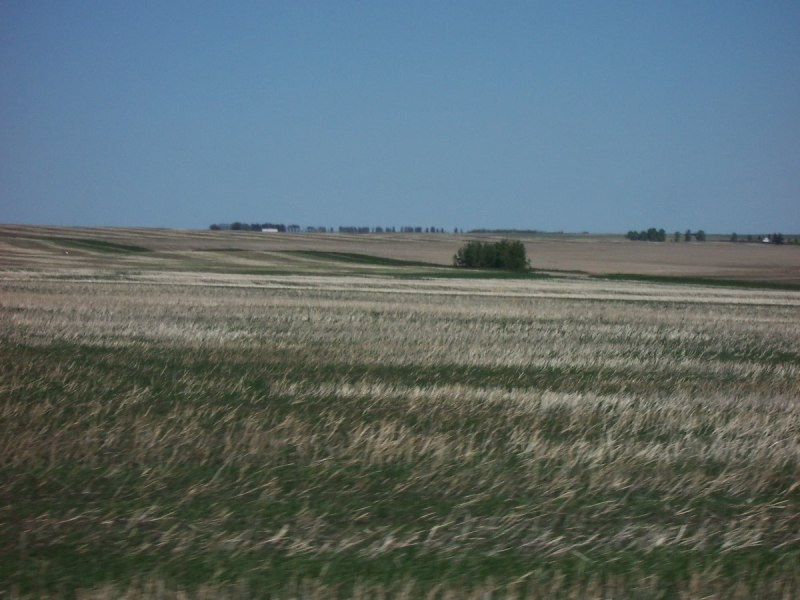
Prerie w prowincji Alberta

Temperatury bardzo różnią się nie tylko regionalnie, ale i w ciągu całego roku. Zimy w kraju są bardzo surowe, nawet na południu, gdzie nad otwarte połacie lądu dostają się suche, arktyczne masy powietrza. Nad północno-zachodnią częścią kraju i nad Archipelagiem Arktycznym zimą panuje wyż kanadyjski, który nad południowe regiony przynosi mroźne powietrze.

#### Zima
Średnie temperatury na preriach w styczniu wynoszą −15 °C. Obszary leżące nad Atlantykiem także są zimne, przyczyną jest zimny Prąd Labradorski, który obmywa cały półwysep Labrador. Cały wschodni obszar na wschód od Równin Wewnętrznych cechuje się chłodną nad Atlantykiem i mroźną w głębi lądu zimą. Temperatury obniżają się w kierunku zachodnim i północnym. W Quebec średnia temperatura w styczniu wynosi −8,7 °C. W głąb Labradoru jest jeszcze zimniej i temperatury wynoszą tam do −20 °C w jego północnej części. Cieplej jest regionie jeziora Ontario, Erie i Huron, gdyż zbiorniki te przechowują duże ilości ciepła i sprawiają, że np. w Toronto w styczniu jest −4,6 °C. Najzimniejsze regiony występują na Archipelagu Arktycznym, gdzie średnie wartości termiczne wynoszą −35 °C. Mroźne są także Terytoria Północno-Zachodnie, na zachód od Zatoki Hudsona. W Kordylierach występuje piętrowość klimatyczna, a co za tym idzie temperatura obniża się wraz ze wzrostem wysokości. W Kolumbii Brytyjskiej średnie temperatury wynoszą około −10 °C, a w Dawson w Jukonie w styczniu panują silne mrozy. Najcieplejszy region to wybrzeże Pacyfiku. Ciepłe prądy pacyficzne oblewające zachodnie wybrzeże Kanady, sprawiają, że zimy są w tym regionie łagodne. Średnia temperatura nigdzie nie spada poniżej 0 °C. Dodatkowo bariera Kordylierów zatrzymuje zimne masy powietrza znad centralnej Kanady, które nad wybrzeże Pacyfiku nie dociera.

#### Lato
Temperatury letnie kształtowane są przez masy powietrza pochodzenia tropikalnego, które nadciągają na większą część kontynentu amerykańskiego i Kanady. Najcieplejsze są otwarte przestrzenie Zachodnich Równin Wewnętrznych, gdzie kontynentalizm i oddziaływanie ciepłych mas powietrza sprawia, że średnia temperatura wynosi od 17 °C w północnej części prerii do 21 °C. W ciągu dnia często dochodzi do wartości ekstremalnych, gdzie temperatura w dzień wynosi do 40 °C. Wybrzeże Atlantyku, cechujące się morskim klimatem jest chłodne latem. Średnia temperatura wynosi 18,2 °C w Nowej Szkocji, jest więc podobna do tej jaka panuje latem w Polsce. W regionie tym amplitudy termiczne są niskie, bez wartości ekstremalnych. Im głębiej na zachód tym jest cieplej. Nad Wielkimi Jeziorami jest nieco cieplej i średnie wartości termiczne sięgają 22 °C. Najzimniej jest na północy, północny Labrador, to temperatury rzędu 12 °C. W regionach leżących na zachód od Zatoki Hudsona jest chłodno i temperatury wynoszą około 10 °C do 15 °C. Na Archipelagu Arktycznym jest zimno i temperatury nie osiągają 10 °C, utrzymują się na średnimi poziomie 5 °C. Nad wybrzeżem Pacyfiku lata są stosunkowo chłodne, ze średnimi temperaturami rzędu 13–14 °C. Niskie temperatury są związane z tym, że nad region wybrzeża Pacyfiku nie docierają gorące kontynentalne masy powietrza, które penetrują Kanadę w kierunku północnym.

### Opady
Rozkład opadów w Kanadzie jest zróżnicowany ze względu na duży obszar kraju, oddalenie od morza i czynniki związane z układem mas powietrza. Największe opady występują na wybrzeżu Pacyfiku, co jest związane nie tylko z morskim klimatem, ale i wpływem ciepłego, wilgotnego prądu morskiego i blokadą cyrkulacji atmosferycznej. Jak wyżej wspomniano, suche masy powietrza nie docierają do tego regionu ze względu na pasma wysokich gór, toteż opady wynoszą w tym regionie od 1820 do 2640 mm. Duże, choć niższe opady występują wewnątrz Kordylierów Kanadyjskich, gdzie wilgotne powietrze pacyficzne już nie dociera. Średnie wartości wynoszą od 1000 do 2000 mm rocznie. Centralne i północne obszary są zdecydowanie bardziej suche, a prerie kanadyjskie są najsuchszym obszarem Kanady. Maksymalne wartości opadowe wynoszą około 400 mm. W niektórych obszarach opad roczny wynosi jedynie 200 mm. Jest to związane przede wszystkim z dużym oddaleniem od wód i wpływem ciepłych mas powietrza, które w połączeniu z niską wilgotnością zmniejszają wartości opadowe do 200–400 mm. Najbardziej suche obszary Kanady to północne obszary lądowej części Kanady – Terytorium Północno-Zachodnie i Archipelag Arktyczny, gdzie opady wynoszą około 60 mm do maksymalnie 430 mm w ciągu roku. W regionie Jeziora Erie i Ontario roczny opad wynosi od 711 mm w Thunder Bay do 800 mm w Toronto. Przyczyną jest obecność ogromnych zbiorników wodnych, które oddziaływają na powietrze podobnie jak wody morskie czy oceaniczne. Im dalej na wschód tym wyższe opady. Nad Atlantykiem średni opad roczny wynosi 1200 mm w Nowej Szkocji.
Opady zimowe w Kanadzie występują pod postacią śniegu na niemal całej powierzchni. Wyjątek stanowi wybrzeże Pacyfiku, gdzie częściej pada deszcz, a opady śniegu występują w górach. Latem na niemal całej powierzchni kraju pada deszcz, a jedynie na Archipelagu Arktycznym częściej występują opady śniegu.

## Wody

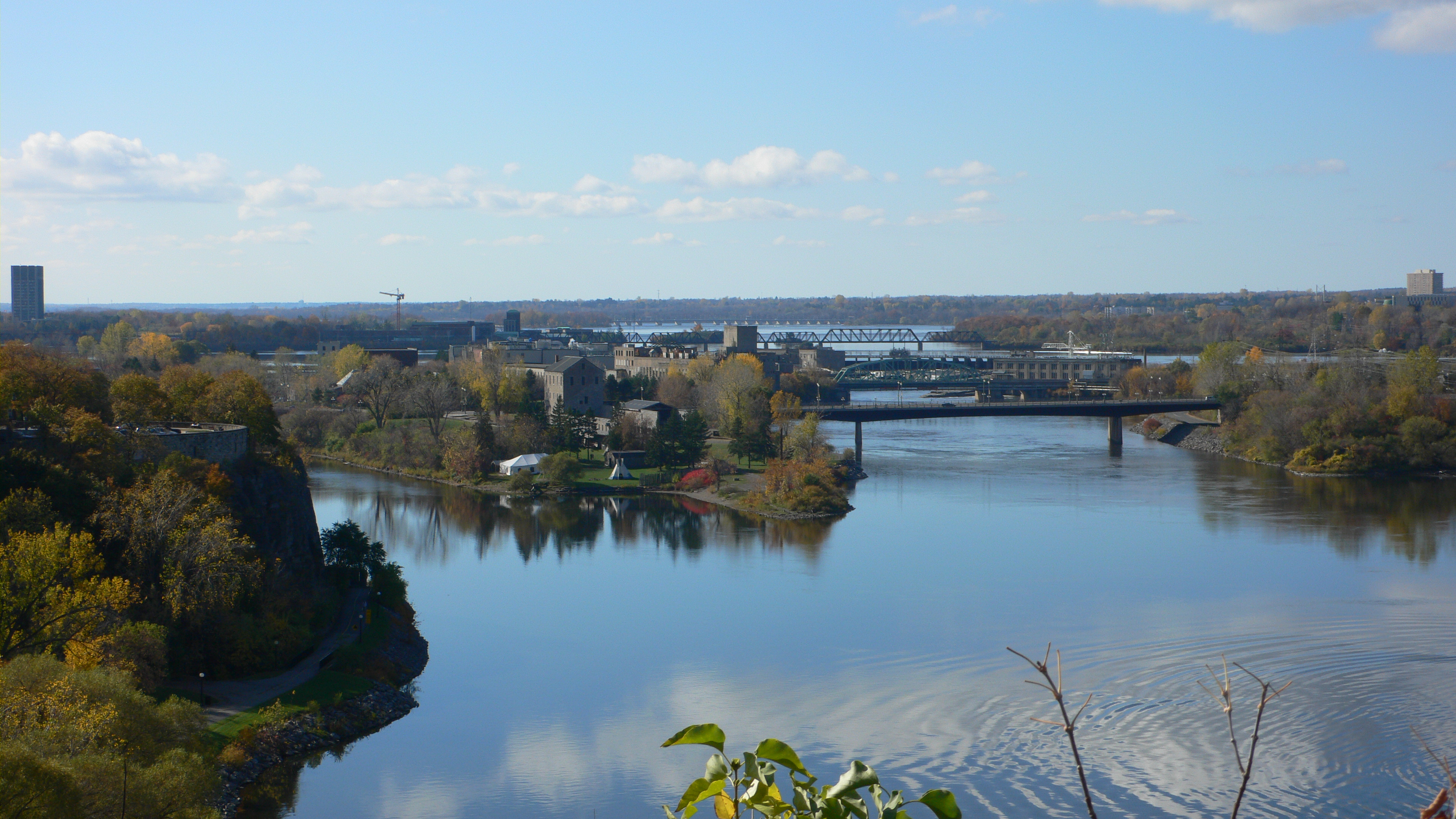
Rzeka Ottawa w prowincji Quebec

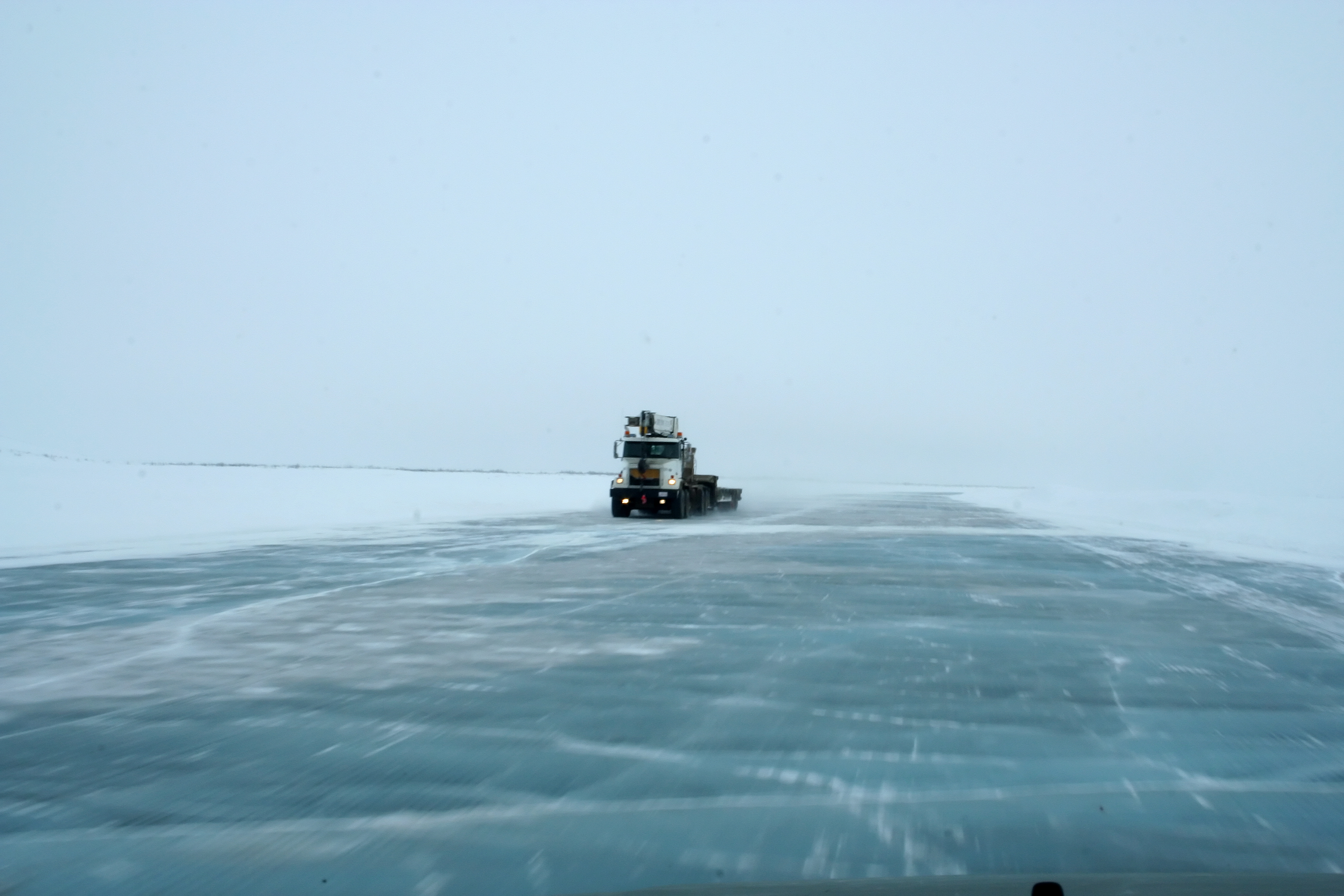
Rzeka Mackenzie zimą. Rzeka zamarza na pół roku, a grubość lodu pozwala na używanie jej jako drogi (widoczny na zdjęciu samochód ciężarowy)

Obszar Kanady, z wyjątkiem części Wielkich Równin oraz najwyżej położonych pasm górskich, jest bardzo bogaty w wody śródlądowe. Sieć rzeczna Kanady jest dobrze rozwinięta. Ogólną cechą kanadyjskich rzek, szczególnie tych płynących na wschód od Kordylierów jest występowanie załamań na linii spadku i obecności licznych bystrzy i wodospadów. Wynikiem tego jest to, że na wielu odcinkach rzeki nie są żeglowne.

### Zlewiska i rzeki
Kanada ze względu na swoje kontynentalne rozmiary należy do zlewisk dwóch oceanów: Atlantyckiego i Spokojnego. Przez okres od 5 do 9 miesięcy rzeki pokryta są lodem. W Kanadzie można wyróżnić pięć zlewisk regionalnych, które jednocześnie są regionami hydrograficznymi, które posiadają odmienne cechy.
- Zlewisko Zatoki Hudsona – zajmuje centralną pozycję w kraju i odwadnia 3 793 300 km², co stanowi 38% powierzchni kraju. Spływają tam wody z regionu Tarczy Kanadyjskiej i rzek wypływających z południowej części Kordylierów Kanadyjskich. W zlewisku tym największą rzeką jest Nelson, która ma 2430 km, a jej dorzecze ma 1,07 mln km². Rzeki tego zlewiska płyną z obszaru o względnie małych opadach i dostarczają 17 750 m³/s.
- Zlewisko arktyczne – obejmuje północno-zachodni kraniec Tarczy Kanadyjskiej oraz wschodni skłon Kordylierów Kanadyjskich. Zlewisko to ma powierzchnię 3 576 900 km². Główną rzeką tego obszaru jest Mackenzie, która jest najdłuższą rzeką w Kanadzie i liczy 4240 km. Jej dorzecze ma 1,29 mln km². W skład jest systemu rzecznego wschodzą jeziora przepływowe: Wielkie Jezioro Niedźwiedzie, Wielkie Jezioro Niewolnicze i jezioro Athabaska. Zlewisko arktyczne przyjmuje wody w ilości około 11 785 m³/s.
- Zlewisko atlantyckie – trzecie co do wielkości regionalne zlewisko Kanady, ma powierzchnię 1 559 900 km². Główną rzeką tego zlewiska jest Rzeka Świętego Wawrzyńca, która sięga swoimi źródłami do Wielkich Jezior. W ten sposób rzeka ta tworzy szlak wodny o długości około 3000 km. Naturalne połączenia Wielkich Jezior i owej rzeki obfitują w liczne bystrza i progi. W tym regionie znajdują się słynne Wodospady Niagary, wysokie na 59 m. W zlewisku atlantyckim znajdują się także rzeki płynące z południowej i południowo-wschodniej części Labradoru. Do zlewiska atlantyckiego spływa woda w ilości 26 200 m³/s.
- Zlewisko pacyficzne – ten hydrograficzny region ma powierzchnię 1 010 300 km³. Do zlewiska tego należą rzeki wypływające na zachód od kontynentalnego działu wodnego, ciągnącego się przez góry zachodniej Kanady. Największą rzeką tego regionu jest Jukon, które źródło i górna część leży w Kanadzie, a reszta na terenie Alaski. Do innych dużych rzek należą: Skeena, Fraser i Kolumbia. Średni przepływ wód, które uchodzą do Pacyfiku wynosi 25 770 m³/s.
- Zlewisko Zatoki Meksykańskiej – zajmuje ono najmniejszy obszar, którego powierzchnia wynosi 26 200 km². Zlewisko to obejmuje południowy skrawek kanadyjskich prerii w prowincjach Saskatchewan i Albercie. Z regionu tego spływają rzeki, który uchodzą do dorzecza Missouri i dalej do Missisipi. Odpływ wód jest niewielkie ze względu na suchość regionu i wynosi 23 m³/s.

### Jeziora i lodowce

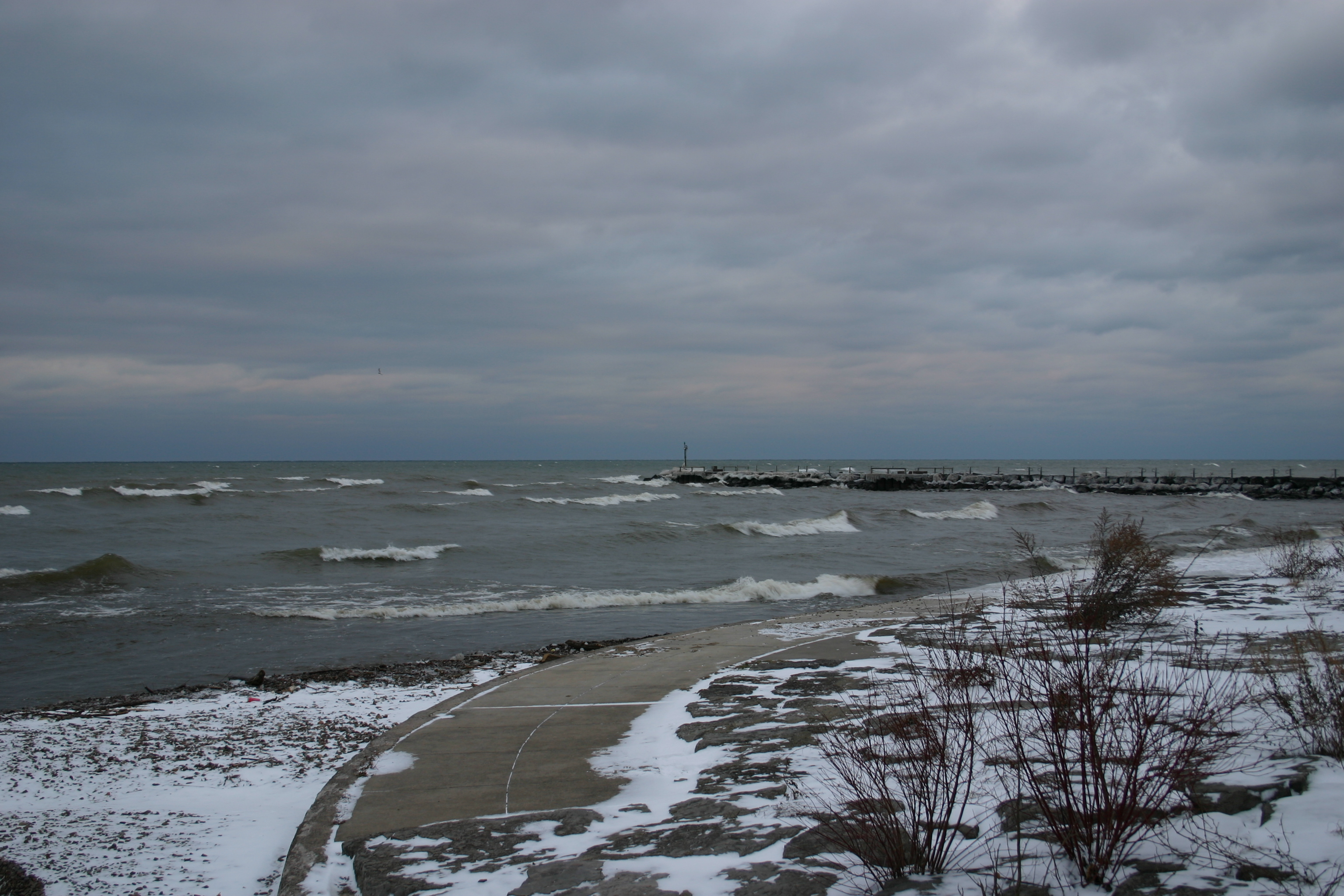
Jezioro Ontario zimą

Kanada jest obszarem niezwykle zasobnym w wody występujące w postaci jezior. Śródlądowe akweny zajmują około 8% powierzchni kraju, co odpowiada powierzchni Niemiec i Polski razem wziętych. W kraju istnieją setki jezior regionalnie związanych z Tarczą Kanadyjską, a historycznie z plejstoceńskim zlodowaceniem. Ważnym elementem krajobrazu są duże jeziora rozmieszczone w obniżeniu tektonicznym na obrzeżeniu Tarczy Kanadyjskiej. Największymi są Wielkie Jeziora leżące na granicy z USA: Górne, Huron, Ontario i Erie. Poza nimi wewnątrz kraju największym zbiornikiem jest Wielkie Jezioro Niedźwiedzie o powierzchni 31 792 km² i drugie co do wielkości Wielkie Jezioro Niewolnicze mające 28 438 km². Do dużych akwenów leżących w całości w granicach Kanady należą: Athabaska (około 8 tys. km²), Reniferowe (około 6 tys. km²), Manitoba i Leśne (mające po około 4 tys. km²). Dużym obszarem wodnym jest też leżący na południu kanadyjskich prerii jezioro Winnipeg (24 530 km²). Znaczna część małych jezior Kanady to akweny bezodpływowe.
Duży udział w wodach powierzchniowych i ważnym źródłem zasilania w wody są pola lodowe i lodowce górskie. Występują one w wielu miejscach o różnej powierzchni na całym obszarze Kordylierów Kanadyjskich, powyżej 3000 m n.p.m. w części południowej i powyżej 2000 m n.p.m. w części północnej. Ich największe nagromadzenie występuje w wysokich partiach Gór Nadbrzeżnych, gdzie duży udział mają pola śnieżne związane z obfitymi opadami śniegu.

## Gleby
Kanadyjskie gleby są mało urozmaicone, gdyż ważnym czynnikiem glebotwórczym jest klimat. Gleby Kanady ze względu na dobrze zachowaną roślinność pokrywają się z typem występowania danej roślinności. Można więc wyróżnić gleby obszarów tundry, gleby leśne i gleby obszarów trawiastych.
Gleby tundry występują tam, gdzie panuje klimat arktyczny. Gleby te charakteryzują się występowaniem wiecznej zmarzliny i są nimi głównie inceptosole, poddawane procesowi ługowania. W najwyższych partiach Kordylierów występują gleby szkieletowe. W kontynentalnej części Kanady największa powierzchnię zajmują gleby leśne, do których należą gleby bielicowe, brunatne zbielicowane i szarobrunatne zbielicowane. Cała zachodnia część Kanady jest pokryta kompleksami gleb górskich. Występują tam różne odmiany gleb, od kamienistych i wyżej wspomnianych szkieletowych po występujące w dolinach rzecznych mady. W głębi lądu występują gleby obszarów trawiastych. Duże połacie zajmują gleby stepowe, głównie brunatnoziemy, a obrzeża prerii pokryte są czarnoziemami. Na obszarach bardzo suchych miejscami występują gleby słone.

## Flora
Kanada jest państwem, które cechuje się bardzo dobrze zachowaną szatą roślinną, na większości terenów kraju pozostającą w stanie nienaruszonym. Istotną przyczyną jest słabe zaludnienie kraju, którego wiele obszarów jest niezamieszkanych. Dotyczy to szczególnie terenów górskich i regionów leżących w okolicach koła podbiegunowego i na północ od koła. Także wiele terenów w centralnej części kraju jest słabo zaludnionych i praktycznie niezamieszkanych. Ten główny czynnik sprawia, że świat przyrody jest w tak dobrym stanie. Pośrednią przyczyną jest tutaj surowy klimat i niedostępność terenów. Główne ośrodki ludzkie skupiają się w regionach nadbrzeżnych i w okolicach Wielkich Jezior. Nawet prowincje najgęściej zaludnione to obszary, gdzie średnia gęstość zaludnienia nie przekracza 50 osób/km². Wynikiem tego jest mały, lub znikomy, a w niektórych przypadkach zupełny brak ingerencji człowieka w przyrodę, tak jak ma to miejsce w gęsto zaludnionych i mocno uprzemysłowionych krajach świata.
Kanada dzieli się na trzy wielkie regiony fitogeograficzne, które nazywane są prowincjami, są nimi: prowincja subarktyczna, atlantycka i pacyficzna.

### Prowincja subarktyczna

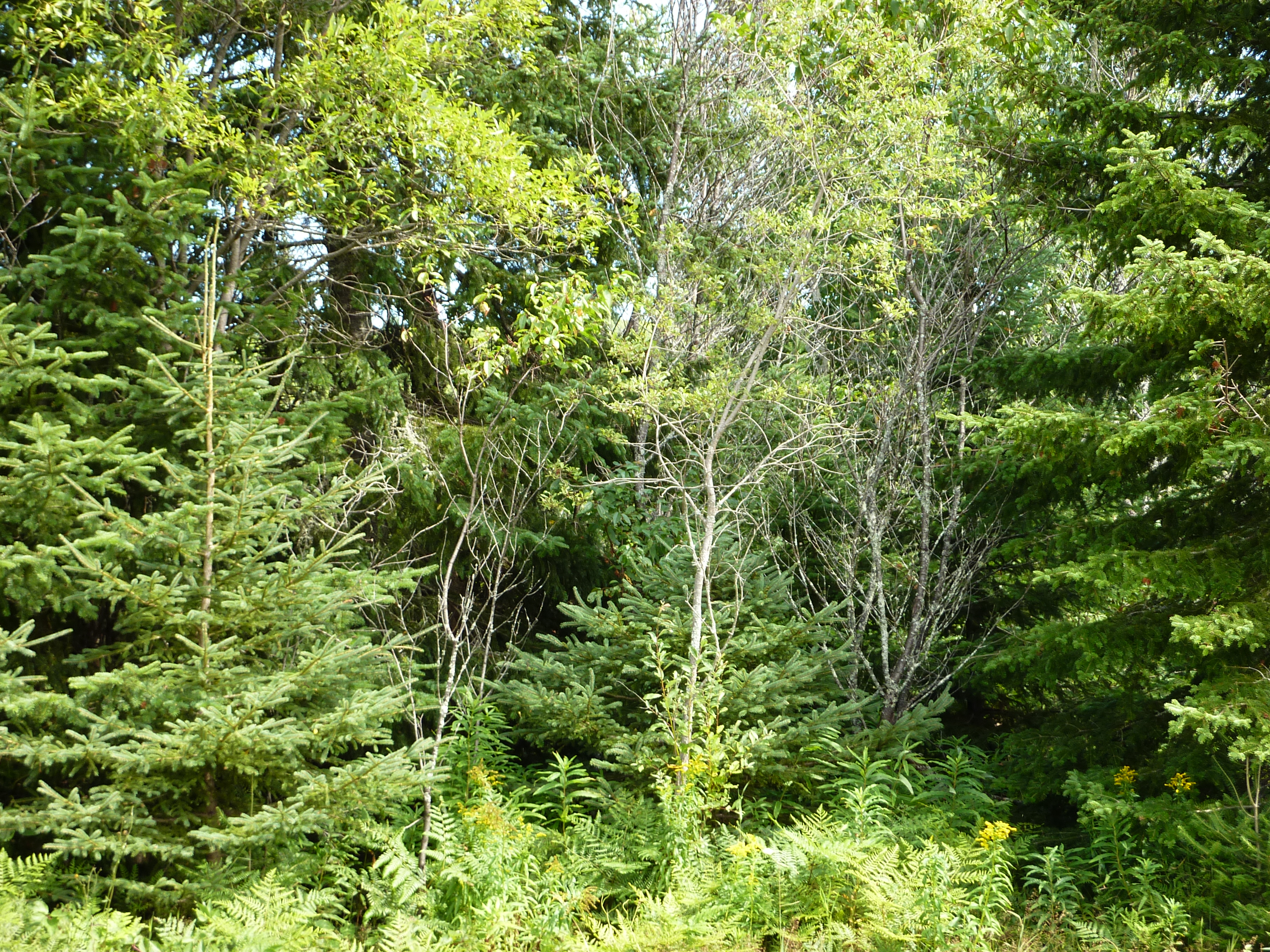
Las borealny na Labradorze

Prowincja ta obejmuje większość powierzchni kraju, od obszarów leżących daleko na północy do regionów leżących na 54°N na wybrzeżu Pacyfiku. Na wschodzie, granica tej prowincji obniża się ku południowi i na obszarze Manitoby wchodzi w terytorium Stanów Zjednoczonych.
W prowincji tej występują dwie formacje roślinne. Są to tundra i las borealny – tajga. Tundra obejmuje cały Archipelag Arktyczny, a na lądowej części Kanady, północno-wschodnie tereny Terytoriów Północno-Zachodnich i północną część półwyspu Labrador. W Jukonie występuje górska odmiana tundry. Tereny te charakteryzują się występowaniem w podłożu wiecznej zmarzliny i brakiem drzew, czego przyczyną jest mroźny klimat tego regionu. Na terenach o bardzo surowym klimacie jakim są wyspy Archipelagu Arktycznego oraz na obszarze dystryktu Keewitan tundra ma postać terenów porośniętych mchami, porostami i małymi krzewami. Regiony nieco cieplejsze, obejmujące obszar tzw. Niskiej Arktyki pokryte są lasotundrą. Jest to obszar, gdzie na otwartym terenie występują niewielkie fragmenty lasów składających się z niskich olch i brzóz karłowatych.
Las borealny – tajga dzieli się na trzy strefy, które wyróżnia skład gatunkowy uzależniony od szerokości geograficznej. Są to: tajga północna, środkowa i południowa. Lasy borealne stanowią 82% powierzchni leśnej Kanady. Ogólnie obszary leśne kraju zajmują około 1/3 powierzchni kraju. Typowa tajga, tajga północna to lasy składające się z drzew iglastych, do których należą: świerk biały, czarny, jodła balsamiczna i niewielki udział brzozy. Obszary lasów leżące dalej na południe przechodzą w formacje, gdzie większy udział mają gatunki liściaste. Do charakterystycznych gatunków należy klon czerwony, będący symbolem kraju. W strefie Wielkich Jezior występują formacje mieszane, gdzie znaczny udział mają gatunki liściaste. Powszechnymi drzewami są brzozy i klony. Między jeziorem Erie, a miastem Toronto rosną lasy z udziałem dębów czerwonych i magnolii.

### Prowincja atlantycka
Prowincja ta obejmuje regiony należące do administracyjnych prowincji Manitoba, Saskatchewan i Alberta. Jest to więc region prerii, które obejmują południowo-centralną część kraju, w kierunku północnym przechodząc w lasostepy i w końcu w lasy borealne. Te bezleśne środowisko zajmują różne odmiany traw stepowych. Pierwotnie wschodnią część prerii porastała preria wysokotrawiasta i jest to jedyny obszar Kanady, który została przeobrażony przez człowieka na potrzeby rolnictwa. Zachowały się tylko jej niewielkie fragmenty. Dalej na zachód, gdzie klimat jest bardziej surowy dla rolnictwa, występuje preria niskotrawiasta. Rosną tam gatunki traw osiągające 30 cm wysokości, a poza nimi słoneczniki i łubiny.

### Prowincja pacyficzna
Prowincja ta obejmuje zachodnią, górzystą część Kanady. Cechą tego regionu jest różnorodność roślinna związana z piętrowością klimatyczno-roślinną. W prowincji tej wyróżnia się „lasy wybrzeża Pacyfiku”, stanowiące zbiorowisko dobrze rozwiniętych drzew iglastych takich jak świerk sitkajski, tuja i daglezja. W głębi lądu występuje zróżnicowanie lasów. Istnieją tam trzy regiony. Pierwszym są lasy Kolumbii, które sięgają do wysokości 1200 m n.p.m. i przypominają lasy rosnące nad Oceanem Spokojnym. Wyżyny środkowej części Kolumbii Brytyjskiej porastają suchsze lasy górskie, składające się z żółtej sosny. Wschodnią część tego Obszaru porastają „lasy Gór Skalistych”. Są to lasy piętra subalpejskiego, rosnące na zboczach górskich i u ich stóp. Lasy te składają się ze świerków pospolitych, świerków kłujących i jodły jednobarwnej, oraz sosny. W dolnych partiach gór rosną drzewa liściaste z przewagą topoli osiki.
We wszystkich pasmach górskich Kordylierów Kanadyjskich, ponad strefą lasów rosną łąki alpejskiej i tundra górska. W Górach Nadbrzeżnych granica lasu przebiega na wysokości 900 m n.p.m., a w Górach Selkirk i w Górach Skalistych na wysokości od 1500 do 1600 m n.p.m.

## Fauna

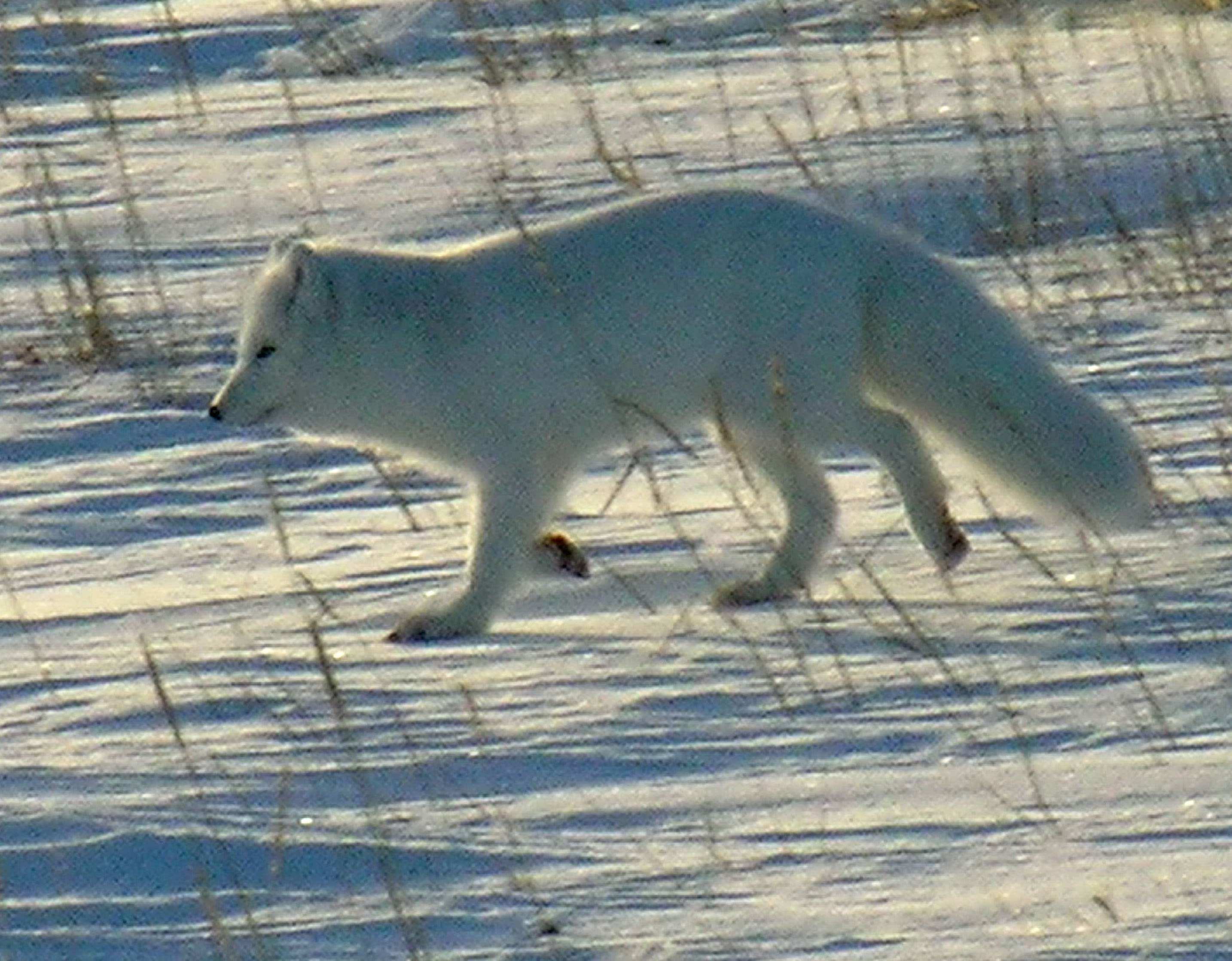
Lis polarny

Świat zwierząt podobnie jak szata roślinna jest dobrze zachowany, czemu sprzyja niska gęstość zaludnienia i ogromne przestrzenie kraju. Ogromne obszary lasów borealnych, tundry i tereny górskie są prawie bezludne. Nie ma tam więc znaczącej ingerencji ze strony człowieka. Tak jak szatę roślinną, tak i faunę Kanady można podzielić na trzy prowincje. Są to: prowincja arktyczna, kanadyjska i zachodnioamerykańska.

### Prowincja arktyczna
Prowincja ta pokrywa się z zasięgiem tundry, obejmuje Archipelag Arktyczny i obszary leżące na północnych krańcach lądowej części Kanady. Mimo niesprzyjających warunków jakie panują w tym regionie, żyją tam gatunki dużych, lądowych zwierząt roślinożernych. Są nimi wół piżmowy, żyjący na wyspach i karibu. Do dużych drapieżników należy niedźwiedź polarny, a do ssaków morskich należą foki i morsy. Przedstawicielami mniejszych ssaków są lisy i zające polarne, w dużych ilościach żyją lemingi. Stałym mieszkańcem Arktyki jest sowa śnieżna i pardwa. Do pozostałych ptaków należą gęsi śnieżne, bernikle obrożne i wiele innych gatunków ptaków migrujących. W Arktyce żyją też drobne owady, które aktywne są w okresie letnim i należą do nich komary, meszki i mustyki.

### Prowincja kanadyjska

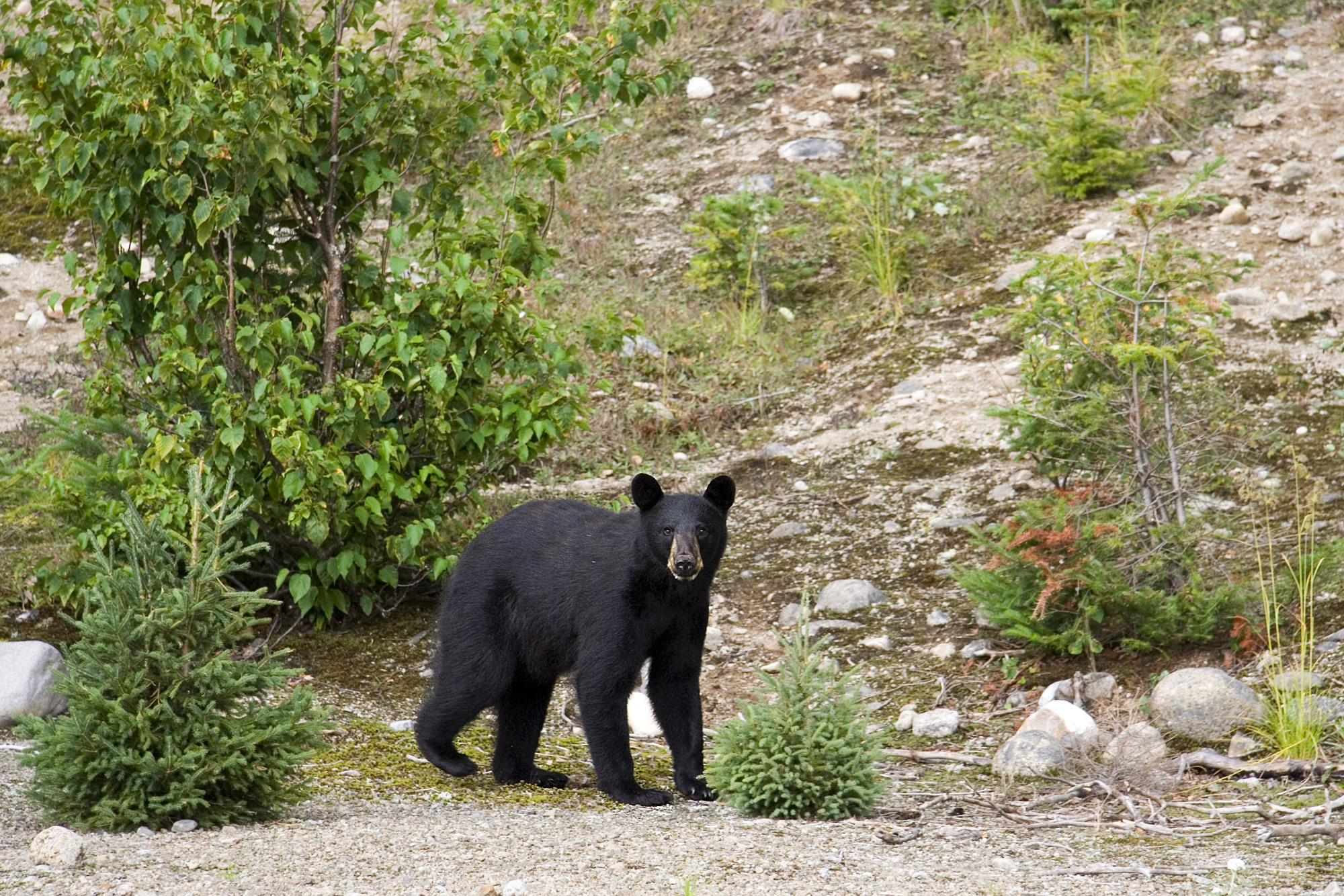
Baribal

Obejmuje ona obszar lasów borealnych i stanowi ona największy obszar Kanady. Lasy Kanady są ojczyzną dużych zwierząt parzystokopytnych oraz kilku gatunków drapieżników. W lasach prowincji kanadyjskiej żyją liczne gatunki ptaków i gryzoni. Największym ssakiem kopytnym jest łoś amerykański oraz jeleń wapiti. W górach Kanady, szczególnie w Górach Skalistych żyje owca kanadyjska i endemicznych kozioł śnieżny. Dużymi i niebezpiecznymi dla człowieka drapieżnikami są niedźwiedzie, w lasach żyją baribale i grizli. Do mniejszych drapieżników należą wilki, rysie i rosomaki. Powszechne i liczne są gryzonie, jak bobry, różne gatunki wiewiórek czy pospolity pręgowiec amerykański. Do ptaków żyjących na terenach leśnych Kanady należą sowy, jastrzębie i orły. W rzekach powszechnymi gatunkami ryb są łososiowate.

### Prowincja zachodnioamerykańska
Region ten zajmuje najmniejszą część i reprezentuje obszary prerii. Występują tam głównie gatunki trawożerne. Do dużych ssaków należy rzadko występujący bizon amerykański, powszechnym gatunkiem jest widłoróg i jeleń mulak. Powszechnymi mieszkańcami prerii są gryzonie jak suseł i nieświszczuk czarnoogonowy. Do drapieżników należy borsuk, a do ptaków jastrzębie i sowy.
W Kanadzie liczne są parki narodowe i rezerwaty przyrody, najbardziej znane: Park Narodowy Wood Buffalo i parki Gór Skalistych (m.in. Jasper i Banff). Ochronie przyrody podlega ok. 5% powierzchni kraju, w tym 80 parków narodowych.